# Braziliaanse volleybalploeg (mannen)

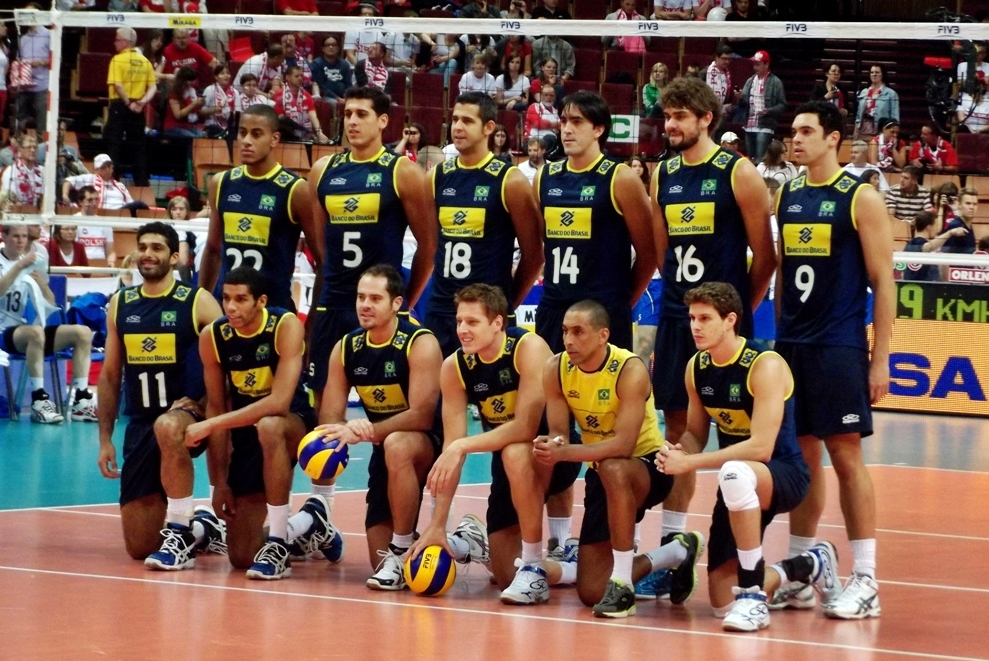
De Braziliaanse volleybalploeg in 2012

De Braziliaanse herenvolleybalploeg is de vertegenwoordigende ploeg van Brazilië op internationaal volleybalniveau. In 2007 won het land het Wereldkampioenschap volleybal en de FIVB World League. In het Zuid-Amerikaans volleybalkampioenschap heeft het land eenmaal naast de gouden medaille gegrepen, al sinds 1951 iedere twee jaar. Het land is op dit moment de nummer één op de FIVB wereldranglijst.

## Selectie

### Olympische Spelen 2008
Trainer/Coach: Bernardo Rocha de Rezende ( BRA)
| No. | Naam                                            | Club               | Land |
| --- | ----------------------------------------------- | ------------------ | ---- |
| 1   | Bruno Bruno Mossa de Rezende                    | Cimed              | BRA  |
| 2   | Marcelinho Marcelo Elgarten                     | Panathinaikos      | GRE  |
| 4   | André Heller                                    | Vivo/Minas         | BRA  |
| 6   | Samuel Samuel Fuchs                             | Lokomotiv Belgorod | RUS  |
| 7   | Giba Gilberto Amauri de Godoy Filho             | Iskra Odsintovo    | RUS  |
| 8   | Murilo Murilo Endres                            | Pallavolo Modena   | ITA  |
| 9   | André Nascimento André Luiz da Silva Nascimento | Pallavolo Modena   | ITA  |
| 10  | Escadinha Sérgio Dutra dos Santos               | Copra V. Piacenza  | ITA  |
| 11  | Anderson Anderson de Oliveira Rodrigues         | Ulbra              | BRA  |
| 13  | Gustavo Endres                                  | Volley Treviso     | ITA  |
| 14  | Rodrigo Rodrigo Santana                         | A.S.V.L. Macerata  | ITA  |
| 18  | Dante Dante Guimarães Santos do Amaral          | Panathinaikos      | GRE  |